# Wolkenburg/Mulde
Wolkenburg ist ein zum Ortsteil Wolkenburg-Kaufungen der Stadt Limbach-Oberfrohna gehöriger Ort im Landkreis Zwickau, Sachsen. Die Gemeinde Wolkenburg/Mulde mit ihren Ortsteilen Dürrengerbisdorf, Herrnsdorf und Uhlsdorf mit Mühlwiese schloss sich am 1. Januar 1994 mit der Gemeinde Kaufungen zur neuen Gemeinde Wolkenburg-Kaufungen zusammen, die am 1. Januar 2000 in die Große Kreisstadt Limbach-Oberfrohna eingemeindet wurde.

## Geographie

### Geographische Lage

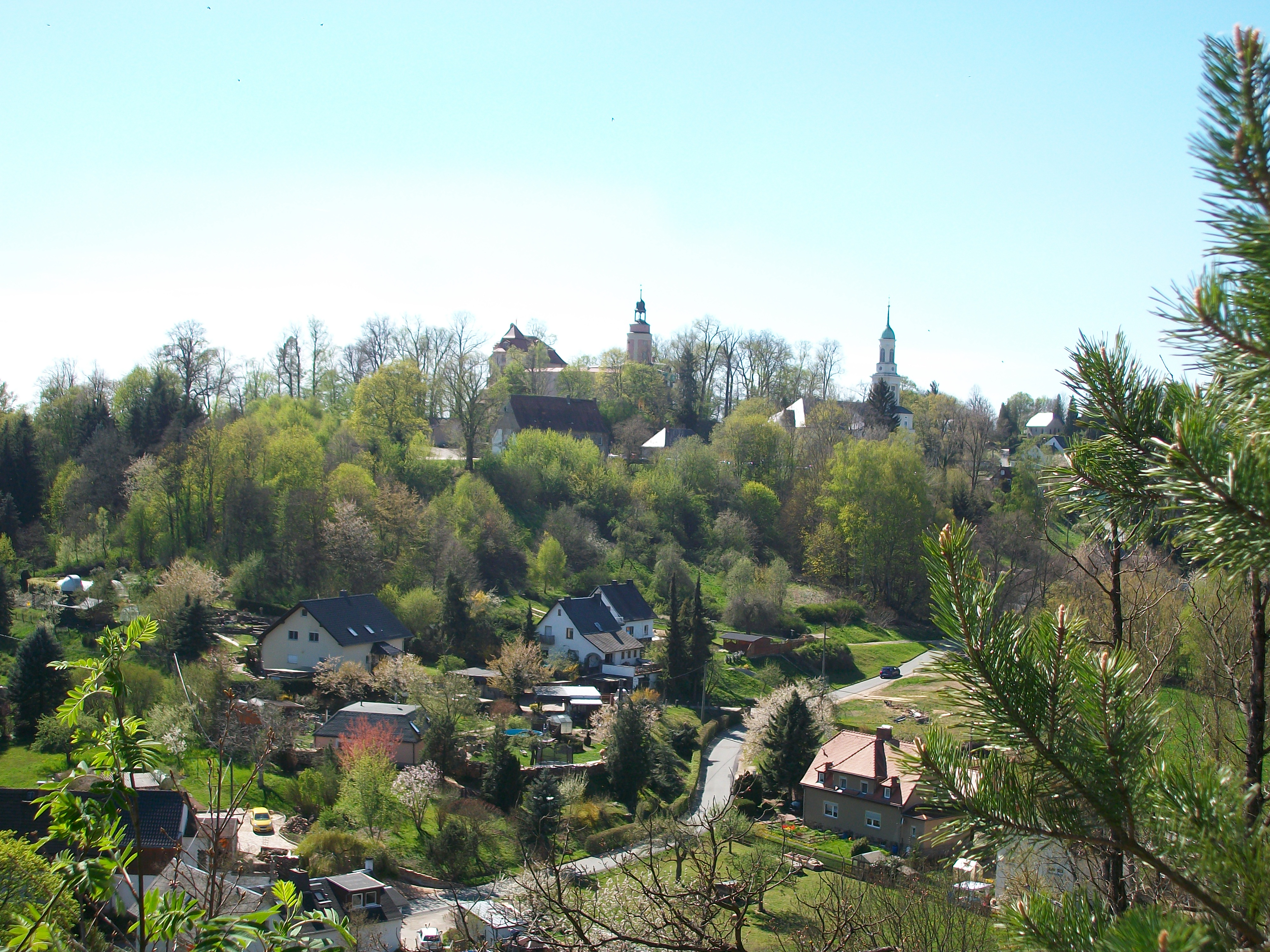
Aussicht vom Hauboldfelsen auf Wolkenburg

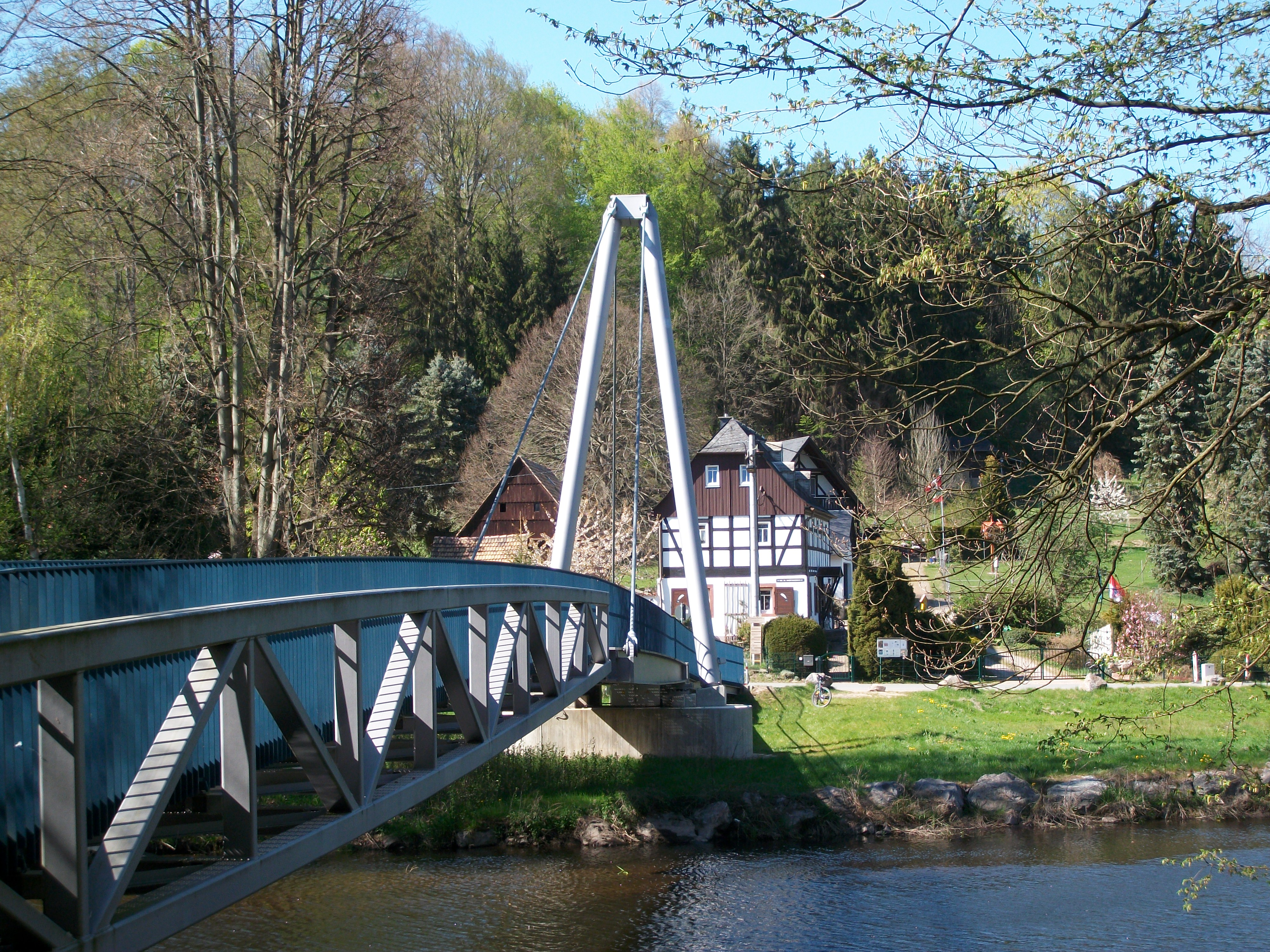
Hängebrücke Wolkenburg

Wolkenburg liegt im Westen des Ortsteils Wolkenburg-Kaufungen der Stadt Limbach-Oberfrohna. Der Ort liegt an der Zwickauer Mulde. Während der größere Teil von Wolkenburg mit dem Ensemble aus Schloss Wolkenburg und den beiden Kirchen, der ehemaligen Schule, der Mühle und der Siedlung „Neue Heimat“ und der einstigen Schäferei Biensdorf nördlich bzw. westlich des Flusses liegt, befindet sich der kleinere Teil mit dem Bahnhof, dem Gemeindeamt und dem Hauboldfelsen südlich bzw. östlich des Flusses. Die Flur von Wolkenburg grenzt im Westen an Wolperndorf im Altenburger Land, dem östlichsten Ort von Thüringen. Durch Wolkenburg verläuft der Lutherweg Sachsen.
Im Umkreis des südlich von Wolkenburg gelegenen Ulrichsbergs (Ullersbergs), welcher zum Wolkenburger Revier gehört, wurde bis ins 19. Jahrhundert Bergbau betrieben. Geographisch befindet sich Wolkenburg an der Südwestspitze des Sächsischen Granulitgebirges.

### Nachbarorte
|             | Dürrengerbisdorf                            | Zinnberg  |
| Wolperndorf | Kompassrose, die auf Nachbargemeinden zeigt | Kaufungen |
| Schlagwitz  | Herrnsdorf                                  |           |

## Geschichte

### 12. bis 14. Jahrhundert

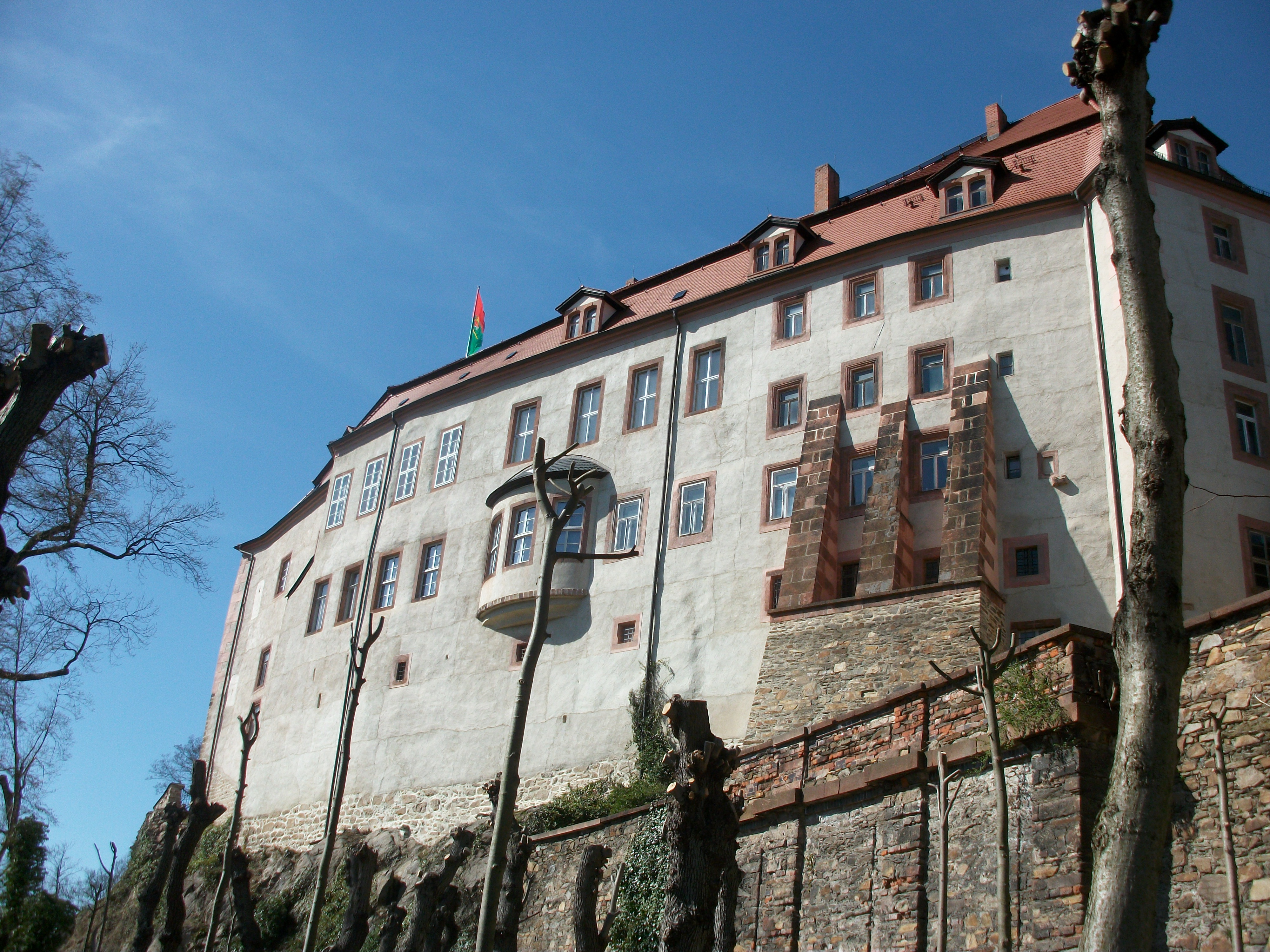
Schloss Wolkenburg, Außenansicht

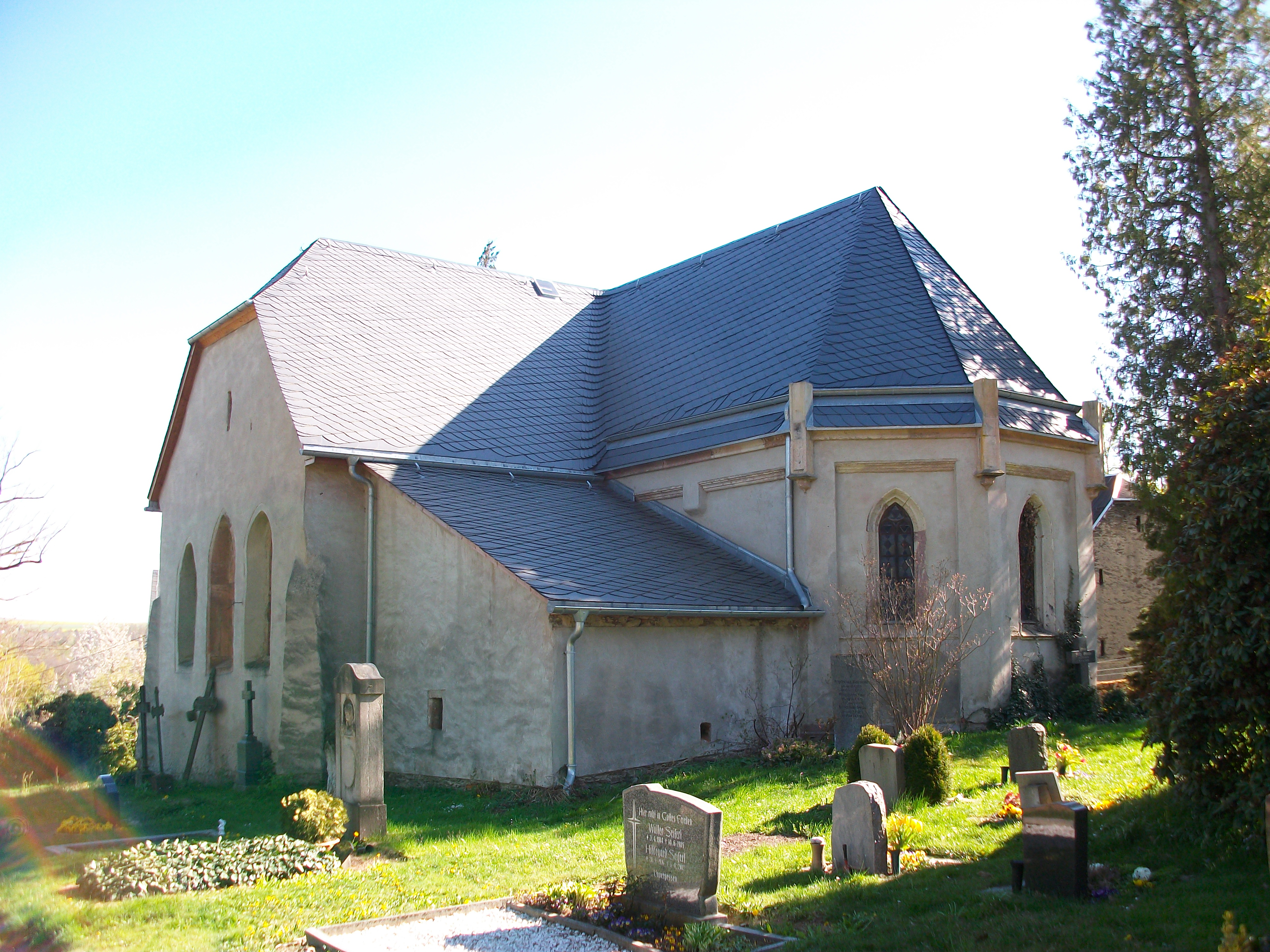
Alte Kirche Wolkenburg

Die Siedlung Wolkenburg wurde um 1103 durch Wiprecht von Groitzsch gegründet. Die erste urkundliche Erwähnung des Ortsnamens erfolgte im Zusammenhang einer Urkunde des Markgrafen von Meißen, Heinrich III., in welcher Hugo von Wolkenburg als Zeuge auftritt. In der folgenden Zeit werden aus dem Geschlecht der Herren von Wolkenburg diese Vertreter genannt: Hugo von Wolkenburg (1262), Heinrich von Wolkenburg (1274), Heinrich der Jüngere von Colditz genannt von Wolkenburg (1277, Sohn des Ulricus) und Heinrich und Otto von Wolkenburg genannt von Colditz (1278). In einer Urkunde des Burggrafen von Altenburg aus dem Jahr 1283 wurde neben Heinrich von Wolkenburg auch ein „Johannes de Buiendorf“ erwähnt. Dies gilt als erster Hinweis des Dorfs Biensdorf nordwestlich von Wolkenburg. Als Besitzer von Wolkenburg wurden nach 1286 gemeinschaftlich diese Angehörigen der Colditz-Wolkenburger genannt: die Brüder Heinrich III., Volrad IV., Otto II., Heinrich IV. und Grambert (auch Gumpert). Im Jahr 1308 wurde erstmals eine Kirche in Wolkenburg erwähnt. In dieser Zeit entstand auch das spätere Schloss Wolkenburg als Burganlage.
Mit der Aufnahme des Erzbergbaus auf dem Ulrichsberg (Ullersberg) südlich von Wolkenburg begann im Jahr 1345 der bis ins 19. Jahrhundert andauernde Bergbau im Wolkenburger Revier. Als letzte Vertreter des Geschlechts derer von Colditz-Wolkenburg wurden im Jahre 1371 Volrad und Busso genannt.

### 15. bis 18. Jahrhundert

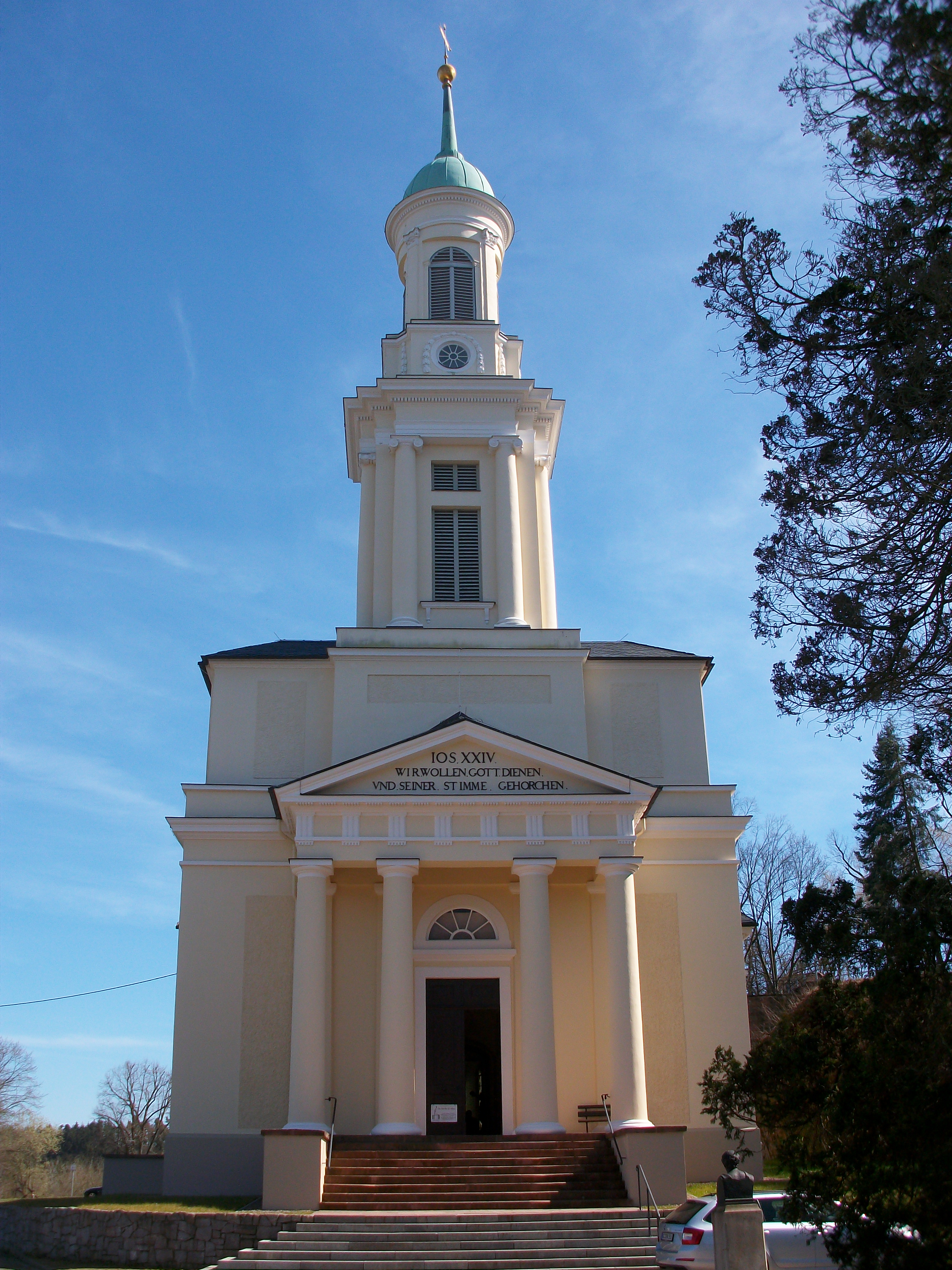
St. Mauritiuskirche Wolkenburg (Neue Kirche)

In den Jahren 1405 und 1409 wurden Claus und Heinrich von Einsiedel als Besitzer von Wolkenburg genannt. Während der Hussitenkriege erfolgte im Jahr 1430 die Zerstörung des Dorfs Biensdorf und des Oberdorfs von Wolkenburg mit der alten Kirche. Biensdorf wurde im 19. Jahrhundert lediglich noch als Einzelgut (Schäferei) erwähnt.
Durch Kauf wurde im Jahr 1443 die Familie von Kauffungen Besitzer der Herrschaft Wolkenburg. Ihr Stammsitz befand sich im Nachbarort Kaufungen auf dem Rittergut Kaufungen. Obwohl der Kaufvertrag zwischen den Brüdern Conrad und Heinrich von Kauffungen geschlossen wurde, war der erste Besitzer ab 1443 Jost von Kauffungen. Ihm folgte von 1449 bis 1455 Hans von Kauffungen. Nach dem missglückten Altenburger Prinzenraub am 7. Juli 1455 wurde Kunz von Kauffungen, der Besitzer der Mühle von Wolkenburg und des Ritterguts Kaufungen, enthauptet. Die Familie von Kauffungen musste ihre Herrschaft verlassen, welche an den Kurfürsten von Sachsen fiel.
Hans von Maltitz kaufte im Jahr 1472 die Wolkenburger Mühle von den Erben des Kunz von Kauffungen. Dies gilt als erster urkundlicher Nachweis der Mühle. Im Jahr 1485 kam Wolkenburg an die Herren von Ende. Die Reformation wurde in Wolkenburg im Jahr 1529 eingeführt. In diesem Zuge wurde auch eine Dorfschule eingerichtet. Die erste Brücke über die Zwickauer Mulde entstand im Jahr 1585. Zuvor gab es nur eine Furt durch den Fluss.
Haubold von Ende verkaufte die Herrschaft Wolkenburg im Jahr 1627 an Heinrich Hildebrand von Einsiedel. Nachdem Detlev Carl von Einsiedel im Jahr 1776 in den Besitz der Lauchhammerwerke gekommen war, entstanden in den darauffolgenden Jahren die ersten Kunstgüsse im Wolkenburger Park. Die Grundsteinlegung der neuen Kirche St. Mauritius nahe dem Schloss erfolgte im Jahr 1794 durch Detlev Carl Graf von Einsiedel. Ihre Weihe erfolgte im Jahr 1804. Auf dem Gelände der 1794 erbauten Salpetersiederei erfolgte im Jahr 1799 die Errichtung einer Schafwollspinnerei.
Der Besitz der benachbarten Schlösser Wolkenburg und Kaufungen unterstand seit 1766 einer gemeinsamen Gerichtsverwaltung. Die Herrschaft Wolkenburg, der Wolkenburg unterstand, gehörte als Exklave in den Schönburgischen Herrschaften zum kursächsischen Amt Borna. Sie bestand bis in die Mitte des 19. Jahrhunderts.

### 19. Jahrhundert
Mit der Einführung der Sächsischen Landgemeindeordnung von 1838 wurde im Jahr 1839 eine neue Gemeindevertretung gewählt. In diesem Zuge wurden die Frohne abgelöst. Im Jahr 1851 kam Wolkenburg als Teil der Herrschaft Wolkenburg an das königlich-sächsische Gericht Limbach und im Jahr 1856 zum Gerichtsamt Penig, das im Jahr 1875 in der Amtshauptmannschaft Rochlitz aufging.
Wolkenburg erhielt im Jahr 1854 eine neue Schule. Der Bahnhof Wolkenburg an der Bahnstrecke Glauchau–Wurzen (Muldentalbahn) wurde am 10. Mai 1875 eröffnet. Die Station war bis zur Stilllegung der Bahnstrecke im Jahr 2002 in Betrieb.

### 20. Jahrhundert bis zur Gegenwart

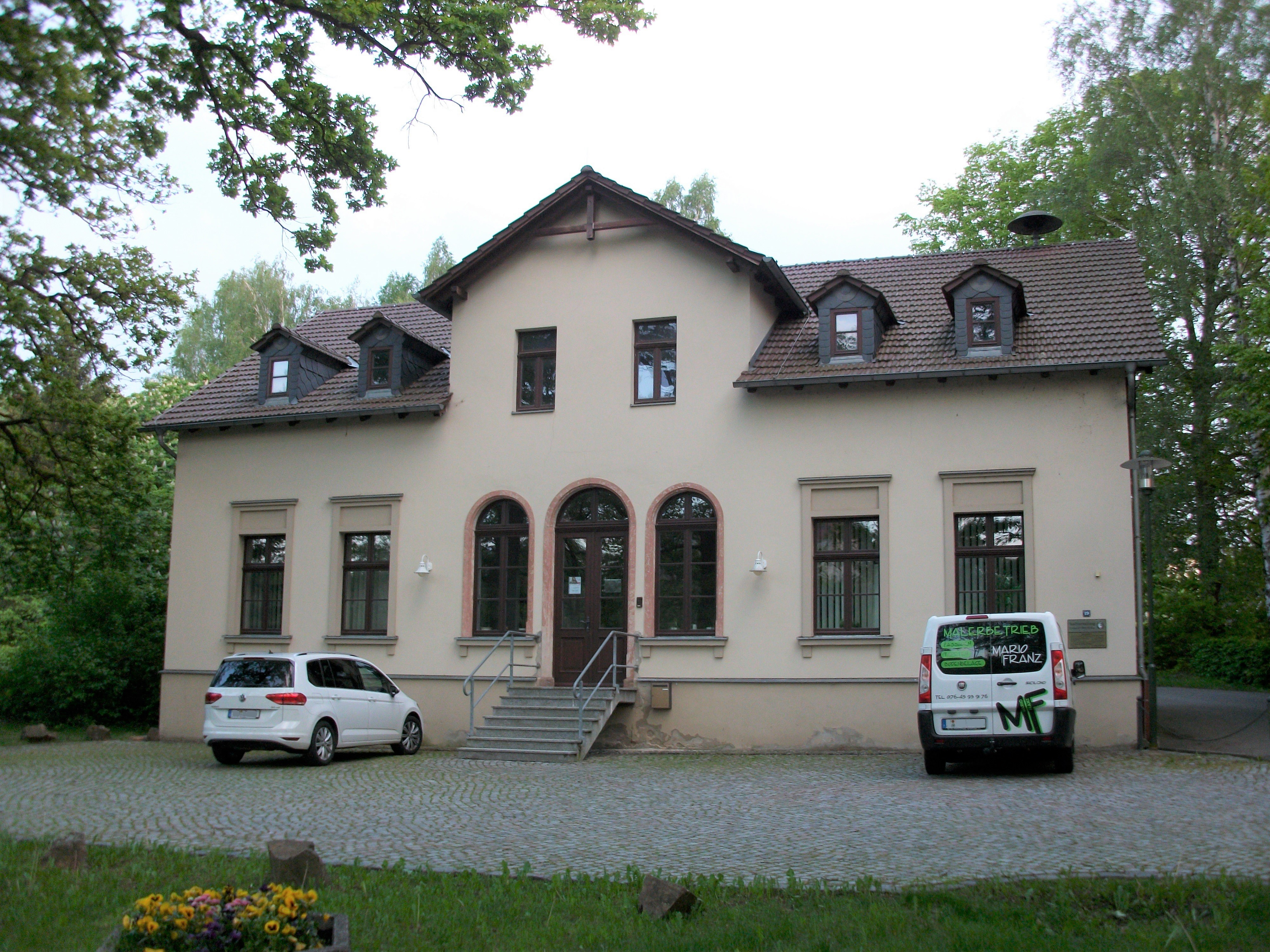
Gemeindeamt Wolkenburg-Kaufungen in Wolkenburg

Die ersten amerikanischen Panzer trafen am 13. April 1945 in Wolkenburg ein. Zwischen dem 12. und 26. Juni 1945 war die Zwickauer Mulde in Wolkenburg die Demarkationslinie, d. h. das Gebiet links der Zwickauer Mulde war amerikanisch, rechts der Mulde sowjetisch besetzt. In diesem Zuge wurde zur besseren Kontrolle des Orts die Schaukelbrücke, der Vorgänger der 2016 erbauten Hängebrücke, zerstört. Erst mit dem Rückzug der amerikanischen Truppen bis an die Westgrenze Thüringens endete dieser Zustand am 27. Juni 1945. Der in den Grafenstand erhobene Familienzweig derer von Einsiedel besaß das Schloss Wolkenburg und das dazugehörige Gut bis zur Enteignung durch die Bodenreform in der SBZ 1945. In Wolkenburg entstanden daraufhin 18 Neubauernstellen, welche bis auf eine Ausnahme im Ortsteil „Neue Heimat“ angelegt wurden. Dieser Ortsteil befindet sich östlich der Wüstung Biensdorf.
Durch die zweite Kreisreform in der DDR kam die Gemeinde Wolkenburg/Mulde im Jahr 1952 vom Landkreis Rochlitz zum Kreis Glauchau im Bezirk Chemnitz (1953 in Bezirk Karl-Marx-Stadt umbenannt). Am 1. März 1965 wurden die Gemeinden Dürrengerbisdorf sowie Uhlsdorf mit der Siedlung Mühlwiese und dem Ortsteil Herrnsdorf nach Wolkenburg/Mulde eingemeindet.
Die Gemeinde Wolkenburg/Mulde gehörte seit 1990 zum sächsischen Landkreis Glauchau, der 1994 im Landkreis Chemnitzer Land bzw. 2008 im Landkreis Zwickau aufging. Am 1. Januar 1994 schlossen sich die Gemeinden Wolkenburg/Mulde und Kaufungen zur Gemeinde Wolkenburg-Kaufungen zusammen. Am 1. Januar 2000 wurde die Gemeinde Wolkenburg-Kaufungen nach einer gescheiterten Verwaltungsgemeinschaft mit Waldenburg in die Stadt Limbach-Oberfrohna eingegliedert. Dadurch gehört auch Wolkenburg seitdem zum Ortsteil Wolkenburg-Kaufungen.

## Verkehr

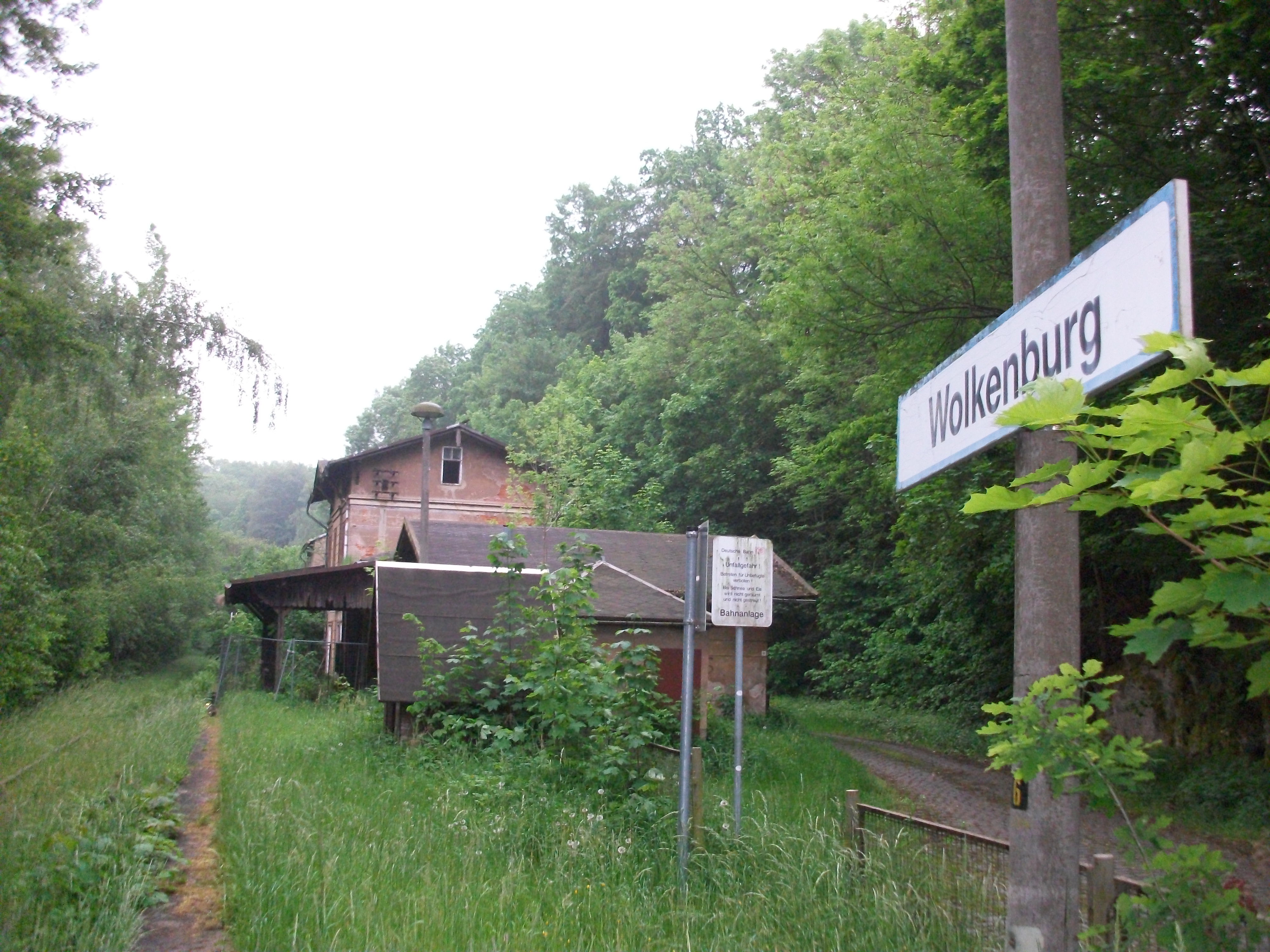
Bahnhof Wolkenburg

Die Bundesstraße 175 verläuft westlich der Siedlung „Neue Heimat“. Beide Ufer von Wolkenburg sind über eine Straßenbrücke und eine Hängebrücke für Fußgänger verbunden. Am Ostufer der Zwickauer Mulde verläuft über Wolkenburger Flur die Trasse der im Jahr 2002 stillgelegten Bahnstrecke Glauchau–Wurzen (Muldentalbahn), an welcher der Ort einen Bahnhof besaß. Durch Wolkenburg verläuft der Lutherweg Sachsen.

## Sehenswürdigkeiten

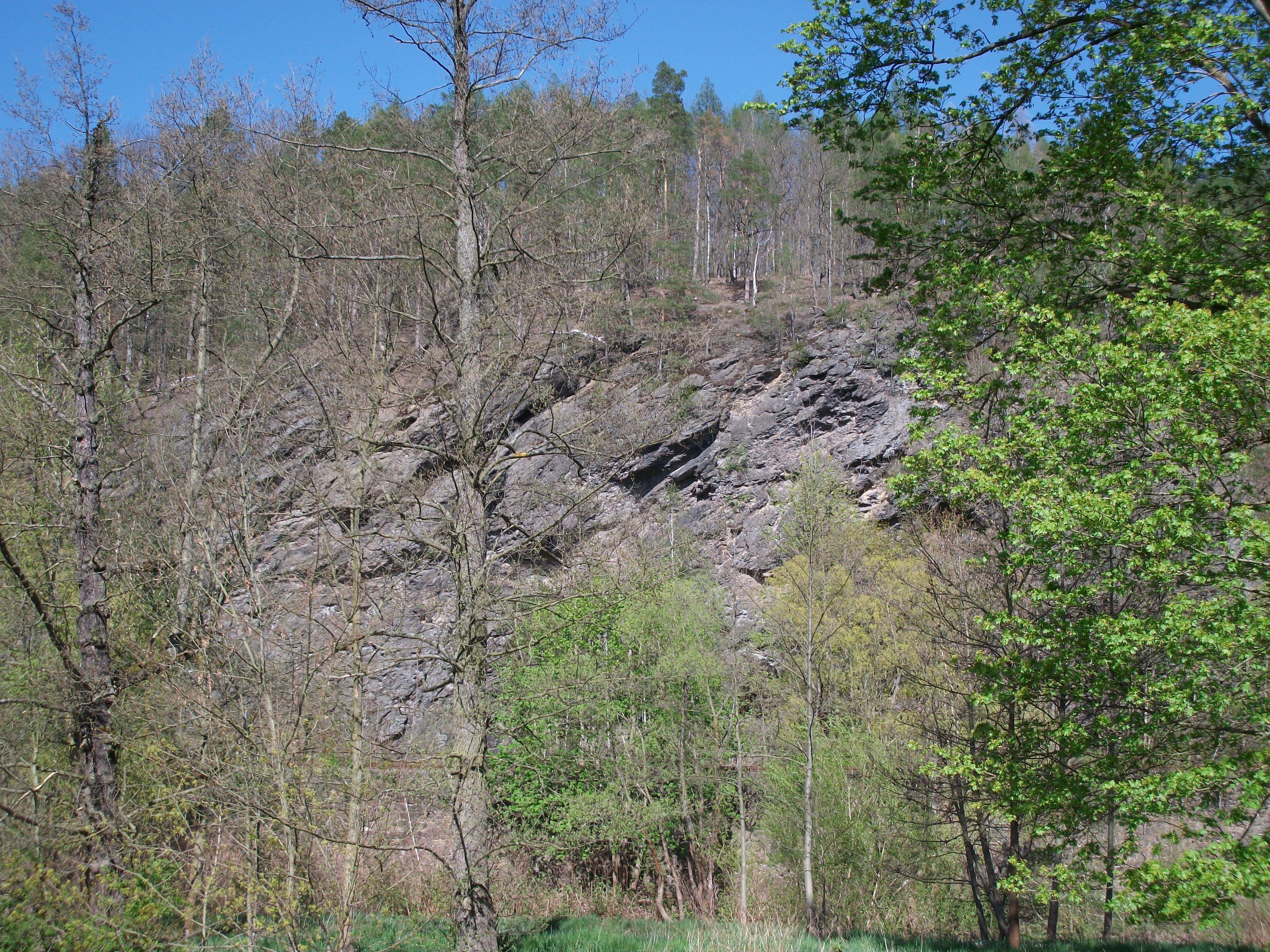
Hauboldfelsen bei Wolkenburg

- Schloss Wolkenburg mit Schlossgarten
- St.-Mauritius-Kirche (Neue Kirche)
- Kirche St. Georgen und St. Moritz (Alte Kirche)
- Hängebrücke und Hauboldfelsen[10] in Wolkenburg/Mulde
- St.-Anna-Fundgrube und Bergamtshaus mit Bergschmiede im Nachbarort  Herrnsdorf[11]

## Persönlichkeiten
- Kunz von Kauffungen (um 1410–1455), sächsischer Adliger und Initiator des Altenburger Prinzenraubes
- Detlev Carl Graf von Einsiedel (1737–1810), sächsischer Kabinettsminister und Unternehmensgründer
- Karl von Einsiedel (1770–1841), sächsischer Diplomat
- Detlev Graf von Einsiedel (1773–1861), sächsischer Staatsmann und Eisenhüttenunternehmer
- Fritz von Uhde (1848–1911), sächsischer Kavallerieoffizier und Maler